# Masúd Alí Mohamadí
Masúd Alí Mohamadí (24. srpna 1959 Teherán – 12. ledna 2010 tamtéž) byl íránský fyzik specializovaný na fyziku částic a na kvantovou teorii pole. Byl profesorem fyziky elementárních částic na Teheránské univerzitě.

## Smrt
Dne 12. ledna 2010 před osmou hodinou místního času byl Mohamadí před svým domem v Teheránu zavražděn pomocí nálože. Jeho vrah Madžíd Džamalí Faší byl později dopaden a popraven 15. května 2012. Mezi spekulacemi o důvodu vraždy významně vyniká teorie, podle které bylo smyslem vraždy ochromit íránský jaderný program. Podle Al-Džazíry a The Economist patřil Mohamadí mezi vědce, kteří se něm podíleli. Na druhou stranu je argumentováno, že se pohyboval především v oblasti základního výzkumu, nikoliv na inženýrské úrovni.
Na Fašího údajně mohla íránské úřady upozornit depeše z americké ambasády v Ázerbájdžánu, kterou zveřejnil server WikiLeaks. Faší sám se posléze k vraždě přiznal a byl odsouzen coby agent Mosadu.